# Matt Prokop
Matt Prokop, född 29 juli 1990, är en amerikansk skådespelare och är känd för sin roll som Jimmie "The Rocket" Zara i High School Musical 3: Senior Year och i Disney Channel Original Movie, "Geek Charming", som Josh Rosen. Han har även varit med i Varning för vilda djur - Taylor Snaders.